# Province de Kratie
La province de Kratie (« poudre cosmétique » en khmer moyen) est une province du Cambodge. Elle comprend six districts :
- 1001 Chhloung
- 1002 Kracheh
- 1003 Preaek Prasab (« rivières confluentes »)
- 1004 Sambour (« acacia »)
- 1005 Snuol (« Dalbergia nigrescens (Fabacées), à écorce tinctoriale »)
- 1006 Chetraborei (« cité du cœur »)

## Démographie
|                                            | Kratie      | Kratie      | Cambodge    | Cambodge    |
| 1998                                       | 2008        | 1998        | 2008        |             |
| Population totale                          | 263 175     | 318 523     | 11 437 656  | 13 388 910  |
| Croissance de la population 1998 - 2008    | 21 %        | 21 %        | 17 %        | 17 %        |
| Taux de la population rurale               | 86,19 %     | 88,56 %     | 82,29 %     | 80,47 %     |
| Densité                                    | 24 hab./km2 | 29 hab./km2 | 64 hab./km2 | 75 hab./km2 |
| Sex-ratio (Nombre d'hommes pour une femme) | 0,98        | 0,989       | 0,93        | 0,942       |
| Taille moyenne des foyers                  | 5,3 membres | 4,8 membres | 5,2 membres | 4,7 membres |